# Roberto Eduardo Viola Prevedini

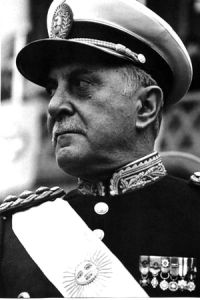
Roberto Viola

Roberto Eduardo Viola Prevedini (Buenos Aires, 13 oktober 1924 – aldaar, 30 september 1994) was president van Argentinië van maart tot december 1981. 
De voorganger van Viola was Jorge Videla en hij werd opgevolgd door het elf dagen durende bewind van Carlos Lacoste, die op zijn beurt werd opgevolgd door Leopoldo Galtieri.
- Gemeinsame Normdatei: 1147219397
- International Standard Name Identifier: 0000 0000 2782 8300
- Library of Congress Control Number: n87830211
- Nationale Bibliotheek van Israël: 987007439676005171
- Virtual International Authority File: 77837156
- WorldCat: E39PBJvxrD8PmhJBjwPHyRVt8C